# Alma (finsk sångerska)
Alma-Sofia Miettinen känd som Alma, född 17 januari 1996 i Kuopio
, är en finsk popsångerska och låtskrivare. Musikstilen har beskrivits som pop med en punk-liknande attityd. The Guardian har beskrivit henne som cybergoth. Under 2013, då hon var 17 år, var hon med i finska Idol och kom på femte plats. Under 2016 fick singeln Karma över 18 miljoner streams på Spotify under det första halvåret. Efter två månader var det den näst mest streamade finska låten från 2010-talet efter Hollywood Hills med Sunrise Avenue. Låten Bonfire, som hon gjort tillsammans med DJ:n Felix Jaehn, har över 60 miljoner streams på Spotify.
Alma har agerat förband för MØ och Charli XCX och Elton John har uppmärksammat henne under sin Rocket Hour på radiostationen Beats Radio 1.

## Diskografi
Singlar
- Karma
- Dye My Hair
- Bonfire (tillsammans med Felix Jaehn)
- Chasing Highs
- Phases (tillsammans med French Montana)
- Legend
- Dance For Me (tillsammans med MØ)
- Fake Gucci
- BACK2U
- Chit Chat (tillsammans med Kiiara)
- Cowboy
- When I Die